# Снигирёвский район
Снигирёвский район (укр. Снігурівський район) — упразднённая административная единица на юго-востоке Николаевской области Украины. Административный центр — город Снигирёвка.

## География
Площадь 1395 км².
Основная река — Ингулец.

## История
Район образован в 1923 году. Ликвидирован в 2020.

## Демография
Население района составляет 39 331 человек (2019), в том числе в городских условиях проживают 12 505 человек.

## Административное устройство
Количество советов:
- городских — 1
- сельских — 19

Количество населённых пунктов:
- городов районного значения — 1
- сёл — 46
- посёлков сельского типа — 12

## Населённые пункты
Список населённых пунктов района находится внизу страницы
Ликвидированы:
- с. Александровка (укр. Олександрівка), Нововасилевский сельский совет, ликв. в 1970-х годах
- п. Весёлый Кут (укр. Веселий Кут) присоединён к с. Кобзарцы, ликв. в 1970-х годах
- с. Жарованка (укр. Шарованка), ликв. в 1970-х годах
- с. Заря (укр. Зоря), ликв. 30.05.1997 г.
- с. Новотроицкое (укр. Новотроїцьке), ликв. в 1970-х годах
- с. Яровое (укр. Ярове), ликв. в 1980-х годах